# Rukarara

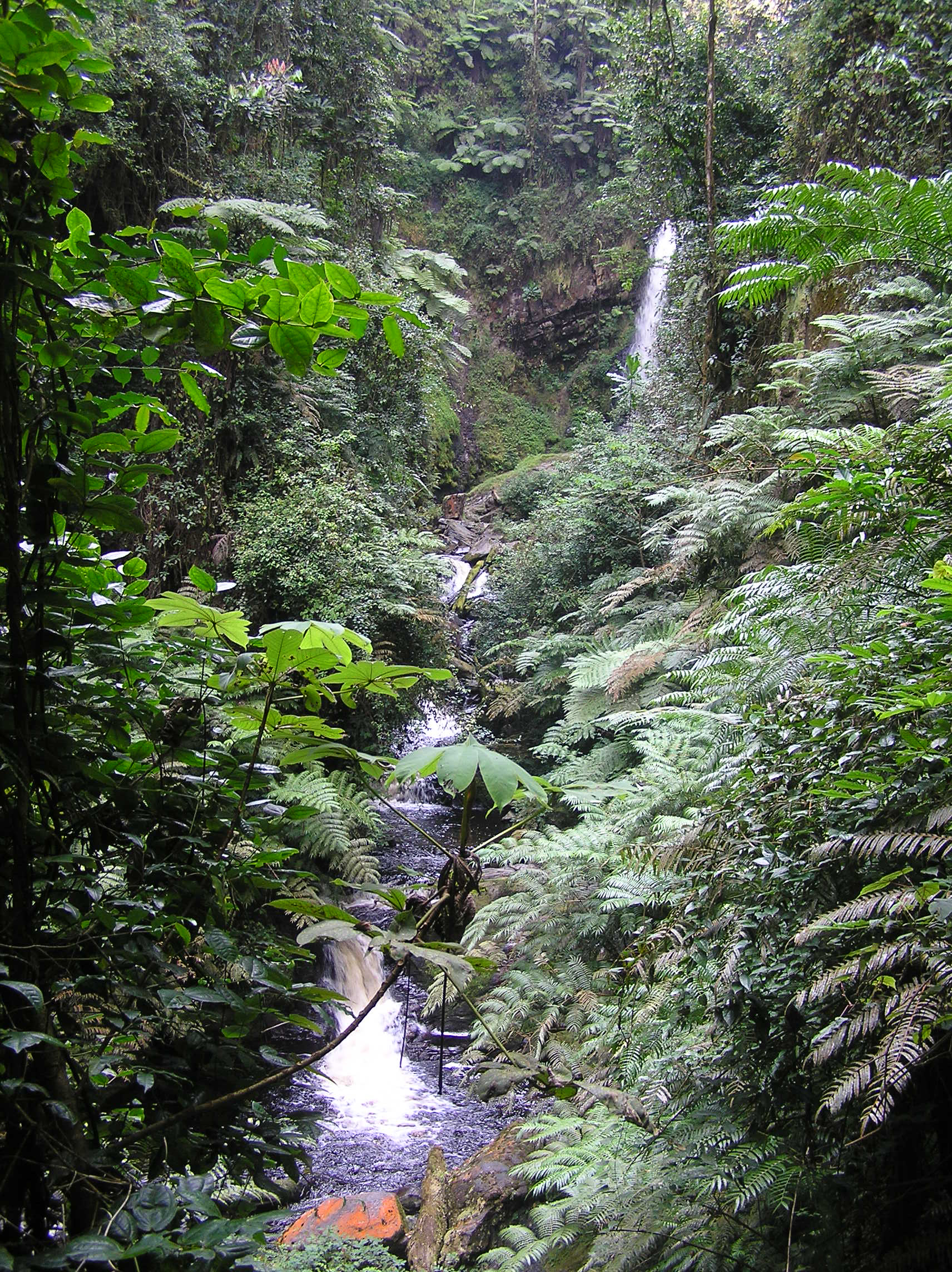
Bron van de Rukarara, volgens sommigen de 'echte bron' van de Nijl

De Rukarara is een rivier die stroomt door het westen van Rwanda. De rivier, een zijrivier van de Mwogo die op zijn beurt uitmondt in de Nyabarongo, behoort tot het Nijlbekken. De bron van de Rukarara, op een hoogte van 2.428 m in het Nationaal park Nyungwe Forest is een van de meest afgelegen bronnen van de Nijl en wordt sinds een expeditie in 2005-2006 door sommige geografen, maar hierover is nog debat gaande, als hoofdbron van deze rivier beschouwd.